# Amandla Stenberg
Amandla Stenberg, född 23 oktober 1998 i Los Angeles, Kalifornien, är en amerikansk skådespelare och sångare.

## Biografi

### Uppväxt
Amandla Stenberg är barn till Karen Brailsford och Tom Stenberg. Hennes mor var en afroamerikansk andlig rådgivare och författare. Hennes far är från Danmark och har inuitiskt arv från sin mor Ena Stenberg som var från Grönland. Stenbergs farmor Ena flyttade till Danmark och blev en radioprofil och sjöng i en grupp som hette Mik.
Stenberg har två halvsyskon på sin fars sida. Hennes förnamn betyder "kraft" och "styrka" på språken xhosa och zulu. Redan vid fyra års ålder började hon som fotomodell för Disney. Hon har också synts i reklamfilmer för företag som Boeing och Kmart.

### Tidiga roller och genombrott
Stenbergs första roll var i Colombiana (2011), där hon spelade huvudkaraktärens yngre version. När hon var 14 år fick hon sitt genombrott som karaktären Rue i The Hunger Games (2012). Filmen blev en framgång hos både kritiker och publik. Stenberg blev kritikerrosad för sin insats och skulle bli nominerad till ett Black Reel Award. 2013 syntes hon i korfilmen Mercy och fick en återkommande roll i TV-serien Sleepy Hollow. Hon skulle också börja uppträda som violonist och bakgrundssångare i Los Angeles.
Stenberg skulle sedan göra rösten till karaktären Bia i Rio 2 – Prövar vingarna i Amazonas (2015) vilken blev en kommersiell framgång. Hon syntes sedan i en av de ledande rollerna i den kortlivade TV-serien Mr. Robinson (2015). Samma år släppte hon också en EP med sin folkrock duo Honeywater. Hon medverkade också som författare med serietidningen Niobe: She is Life. Det kom att bli den första serietidning som lanserades nationellt med en svart kvinnlig protagonist, svart kvinnlig författare och svart kvinnlig illustratör. Året efter fick hon ett kontrakt med en modellagentur och gjorde en audition för karaktären Shuri i Marvelfilmen Black Panther (2018). Hon drog sig ur för hon kände att rollen inte var för henne. Den gick istället till Letitia Wright.

### Vidare karriär
Stenberg medverkade sedan i filmen Ingenting och allting (2017). Hon skulle bli kritikerrosad för sin rolltolkning och bli nominerad till Teen Choice Awards. Hon hade sedan huvudrollen i The Hate U Give (2018) som var en film baserad på Black Lives Matter-rörelsen och handlingen cirkulerar omkring polisbrutalitet mot svarta. Under en intervju sade Stenberg skämtsamt att hon hoppades filmen skulle få vita män att gråta, men nämnde också att de skulle gråta av empati. Detta skulle tas ur sitt sammanhang och användas emot henne senare i karriären. Hon skulle bli unisont hyllad för sin insats och mottaga flera priser och nomineringar. Hon skulle också porträttera Elizabeth Eckford i ett avsnitt av Drunk History (2019). Eckford var en 15-årig flicka som 1957 inte fick gå i en segregerad skola.
Stenberg medverkade sedan i musikalfilmen Dear Evan Hansen (2021). Hon skulle sedan synas i den kritikerrosade skräckkomedin Bodies Bodies Bodies (2022). Hon hade sedan två roller i Star Wars-serien The Acolyte (2024) som tvillingarna Osha och Mae. Serien skulle på förhand komma att bli utsatt för en riktad hatkampanj med målet att ge serien negativa recensioner på filmsidor som IMDB och Rotten Tomatoes för den ansågs "woke" och för att trycka på en "LGBTQ+ agenda". En stor del av onlinerecensionerna var skapade av AI. Stenberg blev utsatt för mycket hat och rasism under seriens gång och intervjun hon gjorde inför The Hate U Give spreds nu som ett 19 sekunder kort klipp där hon bara säger: "målet är att få vita män att gråta". Allt om empati var bortklippt. Serien blev av kritiker hyllad och ansågs vara en "fräsch nystart".

## Privatliv
Stenberg är öppet homosexuell och icke-binär. Hon använder både pronomen hon/henne och hen.
Under 2018 hade hon en relation med sångerskan Mikaela Mullaney Straus mer känd under sitt artistnamn King Princess. Kort efter inledde hon en relation med sångerskan och låtskrivaren Lindsey Jordan vilket varade till 2020.
Stenberg bodde i Köpenhamn i tre månader under 2020 för att behålla sitt danska medborgarskap.
Stenberg är frispråkig om sina politiska åsikter. Hon är en intersektionalitär feminist. Hon har hållit tal och skrivit mycket om kulturell appropriering på sociala medier.
Efter allt hat och rasism hon fick mottaga efter The Acolyte släppte hon 2024, låten "Discourse" där hon svarade på de rasistiska fördomar hon fått höra. Låten refererade till intervjun om att få vita män att gråta inför filmen The Hate U Give.

## Filmografi (i urval)

### Film
| År   | Titel                               | Roll                     | Notering |
| ---- | ----------------------------------- | ------------------------ | -------- |
| 2011 | Colombiana                          | Ung Cataleya Restrepo    |          |
| 2012 | A Taste of Romance                  | Taylor                   | TV-film  |
| 2012 | The Hunger Games                    | Rue                      |          |
| 2013 | Mercy                               | Sarah                    | Kortfilm |
| 2014 | Rio 2 – Prövar vingarna i Amazonas  | Bia                      | Röstroll |
| 2016 | As You Are                          | Sarah                    |          |
| 2017 | Ingenting och allting               | Maddy Whittier           |          |
| 2018 | The Darkest Minds                   | Ruby Daly                |          |
| 2018 | The Hate U Give                     | Starr Carter             |          |
| 2018 | Where Hands Touch                   | Leyna                    |          |
| 2021 | Dear Evan Hansen                    | Alana Beck               |          |
| 2022 | Bodies Bodies Bodies                | Sophie                   |          |
| 2023 | Spider-Man: Across the Spider-Verse | Margo Kess / Spider-Byte | Röstroll |
| 2025 | Wildwood                            | Röstroll                 | Kommande |
| TBA  | Spider-Man: Beyond the Spider-Verse | Margo Kess / Spider-Byte | Kommande |

### TV
| År        | Titel                        | Roll                   | Notering                                     |
| --------- | ---------------------------- | ---------------------- | -------------------------------------------- |
| 2013-2014 | Sleepy Hollow                | Macey Irving           | 4 avsnitt                                    |
| 2015      | Mr. Robinson                 | Halle Foster           | 6 avsnitt                                    |
| 2016      | Beyoncé: Lemonade            | Sig själv              | TV-special, musikfilm/visuellt album         |
| 2017      | Neo Yokio                    | Helenist               | Avsnitt: "O, the Helenists..."               |
| 2019      | Drunk History                | Elizabeth Eckford      | Avsnitt: "Trailblazers"                      |
| 2019      | Gaslight                     | Sarah                  | Röstroll, 9 avsnitt                          |
| 2020      | The Eddy                     | Julie                  | 8 avsnitt                                    |
| 2022      | Ziwe                         | Penny                  | Avsnitt: "Critical Race Theory"              |
| 2023      | RuPaul's Drag Race           | Sig själv / gästdomare | Avsnitt: "Supersized Snatch Game"            |
| 2023      | RuPaul's Drag Race: Untucked | Sig själv              | Avsnitt: "Untucked - Supersized Snatch Game" |
| 2024      | The Acolyte                  | Osha / Mae             | 8 avsnitt                                    |